# Korita na Krasu
Korita na Krasu este o localitate din comuna Miren - Kostanjevica, Slovenia, cu o populație de 46 de locuitori.